# Lijst van zoogdieren met Nederlandse namen - L
Dit is een lijst van zoogdieren met Nederlandse namen met als beginletter van hun wetenschappelijke naam een L.
| Wetenschappelijke naam      | Eerste keuze                    | Overige Nederlandse namen                            | Commentaar                        |
| --------------------------- | ------------------------------- | ---------------------------------------------------- | --------------------------------- |
| Lagenodelphis hosei         | Sarawakdolfijn                  | Frasers dolfijn                                      |                                   |
| Lagenorhynchus acutus       | Witflankdolfijn                 | Witzijdedolfijn, Langsnuitdolfijn                    |                                   |
| Lagenorhynchus albirostris  | Witsnuitdolfijn                 |                                                      |                                   |
| Lagenorhynchus australis    | Dolfijn van Peale               |                                                      |                                   |
| Lagenorhynchus cruciger     | Zandloperdolfijn                |                                                      |                                   |
| Lagenorhynchus obliquidens  | Witgestreepte dolfijn           | Beringwitflankdolfijn                                |                                   |
| Lagenorhynchus obscurus     | Donkergestreepte dolfijn        | Bonte dolfijn, Donker gekleurde dolfijn              |                                   |
| Lagidium peruanum           | Peruviaanse haasmuis            |                                                      |                                   |
| Lagidium viscacia           | Cuvierhaasmuis                  |                                                      |                                   |
| Lagidium wolffsohni         | Zuidelijke haasmuis             |                                                      |                                   |
| Lagorchestes conspicillatus | Brilbuidelhaas                  |                                                      |                                   |
| Lagorchestes hirsutus       | Westelijke buidelhaas           |                                                      |                                   |
| Lagorchestes leporides      | Buidelhaas                      |                                                      |                                   |
| Lagostomus maximus          | Viscacha                        |                                                      |                                   |
| Lagostrophus fasciatus      | Gestreepte buidelhaas           |                                                      |                                   |
| Lagothrix cana              | Grijze wolaap                   |                                                      |                                   |
| Lagothrix lagotricha        | Gewone wolaap                   | capparo, Grijze wolaap, Humboldts wolaap             |                                   |
| Lagothrix lugens            | Colombiaanse wolaap             |                                                      |                                   |
| Lagothrix poeppigii         | Bruine wolaap                   |                                                      |                                   |
| Lagurus lagurus             | Steppelemming                   | zandwoelmuis, steppewoelmuis                         |                                   |
| Lama glama                  | Guanaco                         | Huanaco                                              |                                   |
| Laonastes aenigmamus        | Laotiaanse rotsrat              |                                                      |                                   |
| Lariscus hosei              | Vierstrepige palmeekhoorn       |                                                      |                                   |
| Lariscus insignis           | Driestrepige palmeekhoorn       |                                                      |                                   |
| Lasiopodomys brandtii       | Steppewoelmuis                  |                                                      |                                   |
| Lasiorhinus krefftii        | Noordelijke breedneuswombat     |                                                      |                                   |
| Lasiorhinus latifrons       | Zuidelijke breedneuswombat      | Breedneuswombat, Breedkopwombat                      |                                   |
| Lasiurus borealis           | Rode vleermuis                  |                                                      |                                   |
| Lasiurus cinereus           | Grijze vleermuis                |                                                      |                                   |
| Latidens salimalii          | Indische roezet                 |                                                      |                                   |
| Lavia frons                 | Afrikaanse geelvleugelvleermuis |                                                      |                                   |
| Leimacomys buettneri        | Groeftandbosmuis                |                                                      |                                   |
| Lemmus amurensis            | Amoerlemming                    |                                                      |                                   |
| Lemmus lemmus               | Berglemming                     | Noorse lemming                                       |                                   |
| Lemmus sibiricus            | Siberische lemming              | Bruine lemming                                       |                                   |
| Lemmus trimucronatus        | Bruine lemming                  |                                                      |                                   |
| Lemniscomys barbarus        | Zebragrasmuis                   | Gestreepte grasmuis, zebramuis                       |                                   |
| Lemniscomys griselda        | Aalstreepgrasmuis               |                                                      |                                   |
| Lemniscomys striatus        | Gestreepte grasmuis             | Gestippelde grasmuis                                 |                                   |
| Lemur catta                 | Ringstaartmaki                  | katta                                                |                                   |
| Lenoxus apicalis            | Andesrat                        |                                                      |                                   |
| Leontopithecus caissara     | Zwartkopleeuwaapje              |                                                      |                                   |
| Leontopithecus chrysomelas  | Goudkopleeuwaapje               |                                                      |                                   |
| Leontopithecus chrysopygus  | Roodstuitleeuwaapje             | Zwart leeuwaapje                                     |                                   |
| Leontopithecus rosalia      | Gouden leeuwaapje               | Gewoon leeuwaapje                                    |                                   |
| Leopardus colocolo          | Colocolokat                     | Colocolo, Pampakat                                   |                                   |
| Leopardus geoffroyi         | Geoffroykat                     |                                                      |                                   |
| Leopardus guigna            | Nachtkat                        | kodkod                                               |                                   |
| Leopardus jacobitus         | Bergkat                         |                                                      |                                   |
| Leopardus pardalis          | Ocelot                          | Pardelkat                                            |                                   |
| Leopardus tigrinus          | Tijgerkat                       | Oncilla, Dwergtijgerkat                              |                                   |
| Leopardus wiedii            | Boomkat                         | Margay, Tigrillo                                     | Margay is Engels.                 |
| Lepilemur dorsalis          | Grijsrugwezelmaki               |                                                      |                                   |
| Lepilemur edwardsi          | Milne-Edwards wezelmaki         |                                                      |                                   |
| Lepilemur leucopus          | Witvoetwezelmaki                |                                                      |                                   |
| Lepilemur microdon          | Kleintandwezelmaki              |                                                      |                                   |
| Lepilemur mustelinus        | Grote wezelmaki                 | Gewone wezelmaki                                     |                                   |
| Lepilemur ruficaudatus      | Roodstaartwezelmaki             | Kleine wezelmaki                                     |                                   |
| Lepilemur septentrionalis   | Noordelijke wezelmaki           |                                                      |                                   |
| Leporillus conditor         | Langoorhaasrat                  |                                                      |                                   |
| Leptailurus serval          | Serval                          | Boskat                                               |                                   |
| Leptomys elegans            | Grootpootwaterrat               |                                                      |                                   |
| Leptomys signatus           | Flywaterrat                     |                                                      |                                   |
| Leptonychotes weddelli      | Weddellzeehond                  |                                                      |                                   |
| Lepus alleni                | Ezelhaas                        | Allenezelhaas, Allen-prairiehaas                     |                                   |
| Lepus americanus            | Amerikaanse haas                | Noord-Amerikaanse sneeuwhaas, Amerikaanse sneeuwhaas |                                   |
| Lepus arcticus              | Poolhaas                        |                                                      |                                   |
| Lepus brachyurus            | Japanse haas                    |                                                      |                                   |
| Lepus californicus          | Zwartstaarthaas                 |                                                      |                                   |
| Lepus callotis              | Witflankhaas                    | Mexicaanse haas                                      |                                   |
| Lepus capensis              | Kaapse haas                     | steppehaas                                           |                                   |
| Lepus castroviejoi          | Cantabrische haas               | Bremhaas                                             |                                   |
| Lepus comus                 | Yunnanhaas                      |                                                      |                                   |
| Lepus coreanus              | Koreahaas                       |                                                      |                                   |
| Lepus corsicanus            | Corsicaanse haas                |                                                      |                                   |
| Lepus europaeus             | Haas                            | Europese haas, Veldhaas                              |                                   |
| Lepus fagani                | Ethiopische haas                |                                                      |                                   |
| Lepus flavigularis          | Mexicaanse haas                 |                                                      |                                   |
| Lepus granatensis           | Iberische haas                  | Granadahaas                                          |                                   |
| Lepus habessinicus          | Abessijnse haas                 | Ethiopische haas                                     |                                   |
| Lepus hainanus              | Hainanhaas                      |                                                      |                                   |
| Lepus insularis             | Zwarte ezelhaas                 |                                                      |                                   |
| Lepus mandshuricus          | Mandsjoerijse haas              |                                                      |                                   |
| Lepus microtis              | Savannehaas                     | Whytes haas, Crawshays haas                          |                                   |
| Lepus nigricollis           | zwartnekhaas                    | Indische haas                                        |                                   |
| Lepus oiostolus             | Tibetaanse haas                 |                                                      |                                   |
| Lepus othus                 | Alaskahaas                      |                                                      |                                   |
| Lepus peguensis             | Birmaanse haas                  |                                                      |                                   |
| Lepus saxatilis             | struikhaas                      | Berghaas                                             |                                   |
| Lepus sinensis              | Chinese haas                    |                                                      |                                   |
| Lepus starcki               | Ethiopische hooglandhaas        | Ethiopische haas                                     |                                   |
| Lepus timidus               | Sneeuwhaas                      | Alpensneeuwhaas                                      |                                   |
| Lepus tolai                 | Tolaihaas                       |                                                      |                                   |
| Lepus townsendii            | Prairiehaas                     | Witstaarthaas                                        |                                   |
| Lepus yarkandensis          | Jarkandhaas                     | Yarkandhaas                                          |                                   |
| Lestodelphys halli          | Patagonische buidelrat          |                                                      |                                   |
| Lestoros inca               | Peruopossummuis                 |                                                      |                                   |
| Liberiictis kuhni           | Liberiakoesimanse               |                                                      |                                   |
| Limnogale mergulus          | Watertenrek                     | Watertenrec                                          |                                   |
| Liomys irroratus            | Mexicaanse stekelmuisgoffer     |                                                      |                                   |
| Liomys pictus               | Pacifische stekelmuisgoffer     |                                                      |                                   |
| Lipotes vexillifer          | Chinese vlagdolfijn             | Baiji                                                |                                   |
| Lissodelphis borealis       | Noordelijke gladde dolfijn      |                                                      |                                   |
| Lissodelphis peronii        | Zuidelijke gladde dolfijn       |                                                      |                                   |
| Lissonycteris angolensis    | Angolaroezet                    |                                                      |                                   |
| Litocranius walleri         | Gerenoek                        | Girafantilope, Gerenuk, Giraffegazelle, Generoek     |                                   |
| Lobodon carcinophagus       | Krabbeneter                     | Krabbenrob                                           |                                   |
| Lonchorhina aurita          | Zwaardneusvleermuis             |                                                      |                                   |
| Lonchothrix emiliae         | Bosstekelrat                    |                                                      |                                   |
| Lontra canadensis           | Noord-Amerikaanse otter         |                                                      | Ook bekend als Lutra canadensis   |
| Lontra felina               | Kustotter                       |                                                      | Ook bekend als Lutra felina.      |
| Lontra longicaudis          | Langstaartotter                 |                                                      | Ook bekend als Lutra longicaudis. |
| Lontra provocax             | Zuidelijke rivierotter          |                                                      | Ook bekend als Lutra provocax.    |
| Lophiomys imhausi           | Manenrat                        |                                                      |                                   |
| Lophocebus albigena         | Mantelmangabey                  | Grijswangmangabey                                    |                                   |
| Lophocebus aterrimus        | Kuifmangabey                    | Zwarte mangabey                                      |                                   |
| Lophuromys woosnami         | Woosnamborstelhaarmuis          |                                                      |                                   |
| Loris tardigradus           | Slanke lori                     |                                                      |                                   |
| Loxodonta africana          | savanneolifant                  | Afrikaanse olifant                                   |                                   |
| Loxodonta cyclotis          | Afrikaanse bosolifant           | Bosolifant, rondoorolifant                           |                                   |
| Lycalopex culpaeus          | Andesvos                        | Colpeo                                               |                                   |
| Lycalopex gymnocercus       | Azaravos                        |                                                      |                                   |
| Lycaon pictus               | Afrikaanse wilde hond           | Hyenahond                                            |                                   |
| Lyncodon patagonicus        | Patagonische wezel              |                                                      |                                   |
| Lynx canadensis             | Canadese lynx                   |                                                      |                                   |
| Lynx lynx                   | Lynx                            | Euraziatische lynx, Los, Noordelijke lynx            |                                   |
| Lynx pardinus               | Pardellynx                      | Spaanse lynx, Pardellos                              |                                   |
| Lynx rufus                  | Rode lynx                       | Zuidelijke lynx, Bobcat                              |                                   |

A · 
B ·
C ·
D ·
E ·
F ·
G ·
H ·
I ·
J ·
K ·
L ·
M ·
N ·
O ·
P ·
R ·
S ·
T ·
U ·
V ·
W ·
X ·
Z